# Вэстхэд, Дэвид
Дэвид Вэстхэд (англ. David Westhead; род. 18 июля 1963) — британский актёр. Сыграл более 60 ролей в кино и на телевидении. Лауреат премии BAFTA в 1997 году, а также обладатель премий «Эмми» в 2003 году и «Золотой глобус» в 2004 году.

## Биография
Родился 18 июля 1963 года в Лондоне. Окончил Бристольский университет и Королевскую академию драматического искусства. Известный сценарист и продюсер. Много лет был ведущим актёром Королевской шекспировской труппы, Королевского национального театра и Театра Королевского двора. 

## Избранная фильмография
| Год       |   | Русское название                  | Оригинальное название                         | Роль                        |
| --------- | - | --------------------------------- | --------------------------------------------- | --------------------------- |
| 1984      | ф | Чисто английское убийство         | The Bill                                      | сержант Майк Симпсон        |
| 1994      | с | Уиклифф                           | Wycliffe                                      | Фредди Тремайн              |
| 1995      | ф | Доктор Элинор Бромвелл            | Bravmell                                      | Пол Милс                    |
| 1996      | ф | Безмолвный свидетель              | Dumb Witness                                  | инспектор Боб Черри         |
| 1997      | ф | Дэлзил и Пескоу                   | Dalziel and Peskou                            | Питер Дерелл                |
| 1998      | с | Чисто английские убийства         | Midsomer Murders                              | Гэри Мур                    |
| 2000      | ф | Быстрый Донаван                   | Donovan Quick                                 | мистер Донаван              |
| 2001      | ф | Посланник королевы                | Queen's Messenger                             | сэр Дэсмонд Грей            |
| 2002      | ф | Золушка: версия старшей сестры    | Confessions of an Ugly Stepsister             | Дир Ван Мур                 |
| 2003      | с | Война Фойла Белое перо            | Foyle's War                                   | Марк Таббот                 |
| 2003      | ф | Потерянный принц                  | The Lost Prince                               | господин Фред               |
| 2004      | ф | Красота по-английски              | Stage Beauty                                  | Гарри Хард                  |
| 2005      | с | Доктор Кто Конец света            | Doctor Who - The End of the World             | Кимп                        |
| 2006      | ф | Пуаро Агаты Кристи Карты на столе | Agatha Christie's Poirot - Cards on the table | суперинтендант Баттл        |
| 2005      | ф | Дочь Гидеона                      | Gideon's Daughter                             | Билл                        |
| 2005      | ф | Уоллис и Эдвард                   | Wallis & Edward                               | Эрнест Симпсон              |
| 2007      | ф | Инспектор Льюис                   | Lewis                                         | сэр Лайам Саскенс           |
| 2008      | ф | Уголовное правосудие              | Criminal Justice                              | доктор Бэрри Коултер        |
| 2011      | с | Беглянка                          | The Runaway                                   | Рон                         |
| 2010      | с | The Silence                       | The Silence                                   | Фрэнк                       |
| 2011      | ф | Железная леди                     | The Iron Lady                                 | главный министр             |
| 2012      | ф | Лондон                            | The North London Book of the Dead             | Босс                        |
| 2018—2018 | с | Телохранитель                     | Bodyguard                                     | премьер-министр Джон Вослер |